# L'Houmeau

L'Houmeau este o comună în departamentul Charente-Maritime, Franța. În 1 ianuarie 2022 avea o populație de 2.953 de locuitori.